# Lenodora
Lenodora is een geslacht van vlinders van de familie spinners (Lasiocampidae).

## Soorten
- L. crenata Hampson, 1900
- L. fia Swinhoe, 1899
- L. hyalomelaena Hampson, 1905
- L. semihyalina Swinhoe, 1890
- L. signata Moore, 1884
- L. vittata (Walker, 1855)